# Schuhhof
Schuhhof ist ein deutsches Schuheinzelhandelsunternehmen mit 30 Filialen.

## Geschichte
Das Unternehmen wurde 1968 durch Guy de Raucourt gegründet und eröffnete seine erste Filiale in Kehl/Rhein. Nach einem Wachstum auf 22 Filialen in Baden-Württemberg und Bayern wurde das Unternehmen 1989 durch Christian Bahner erworben. Nach der Wiedervereinigung erfolgte ab 1990 die Expansion in die neuen Bundesländer, anfangs in Bautzen und Dresden. 1994 erfolgte der Erwerb der Kette Herto mit 35 Standorten, 1999 kamen mit der Schuh-Neumann weitere 74 ostdeutsche Filialen hinzu. 2005 wurde als  Flaggschiff-Filiale „Neues Kranzler Eck“ mit über 1500 m² Verkaufsfläche auf zwei Etagen in der Joachimstaler Straße/Kurfürstendamm in Berlin eröffnet. 2008 erfolgte zum 40-jährigen Jübiläum die Einführung des neuen Vertriebsformates Carl Stiller.